# 驿马快信制

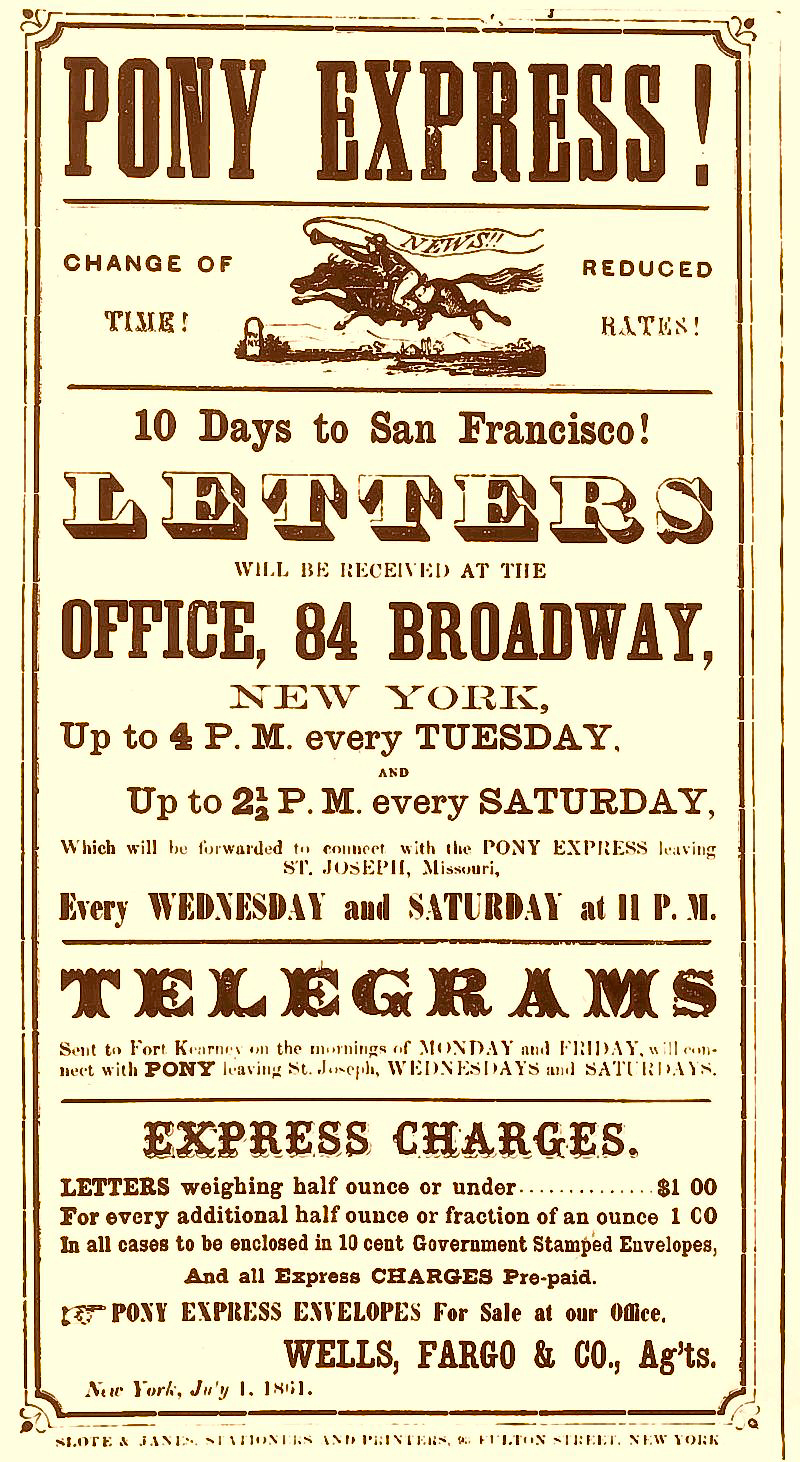
驿马快信制的廣告

驿马快信制（英語：Pony Express），又译快马邮递或小马快递，是美国近代一项利用快马接力，在加利福尼亚州和密苏里州间传递邮件、報紙和訊息的郵遞系统。驛馬快信制自1860年4月3日開始營運，1861年10月26日即停止營運，營運者為加利福尼亞中央路陸與派克峰快遞公司。這個系統對美國而言具有重大的經濟意義，在其營運的18個月期間，驿马快信制將大西洋和太平洋沿岸之間的信件傳遞縮短到了大約10天的時間。在美國第一條橫貫大陸電報建立之前，也就是1861年10月24日之前，驛馬快信制是美國東西兩地最直接的通信方式，也肩負了加州與美國其他地區通聯的重要角色。
儘管有大量財務補貼，但驛馬快信制仍在18個月內破產。儘管如此，它首次實現了可以全年運行、橫跨北美大陸的通訊系統。被電報取代後，驛馬快信制則增添了一些浪漫化的風情，並成為美國西部傳說的一部分。而年輕、強壯的騎手與具備耐力的快馬則被視為美國西部粗獷個人主義的代表。

## 历史
驿马快信东起密苏里州圣约瑟夫，西至加利福尼亚州沙加缅度，全长约2900公里，共设157个驿站，每个骑手一般骑行120至160公里，每隔16至24公里便换马一次，郵件從東岸的紐約到西岸的舊金山最快約10天可抵達。驿马快信创立于1860年4月，在1861年10月横跨北美大陆的电报系统完工后就告停用，总共存在了一年半的时间。尽管存世不长，它却在美国西部历史上留下了一段传奇。著名的骑手如“水牛比尔”（威廉姆·科迪）、“小马鲍勃”（鲍勃·哈斯勒姆）的精彩故事，至今仍令很多美国人津津乐道。
如今，快马邮递被用作快递商标，在美国（由美國郵政署持有），和俄罗斯（由福莱特·林克（Freight Link）持有）都有以此命名的公司。
2015年4月14日，Google將其首頁的商標改成小遊戲，以紀念驿马快信制問世155年。